# Costa de la Princesa Astrid

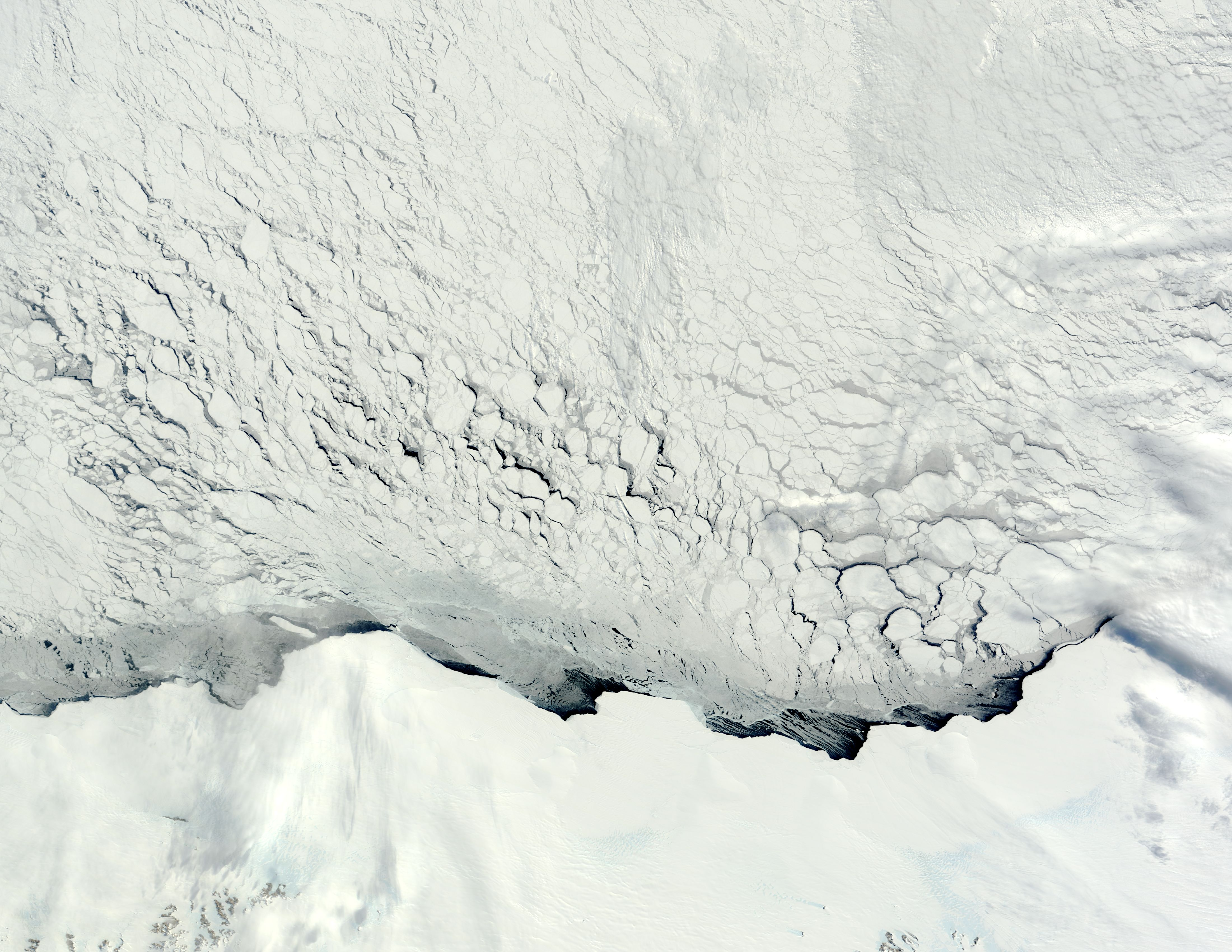
Costas de las Princesas Astrid y Ragnhild, Antártida.

La costa de la Princesa Astrid (en noruego: Prinsesse Astrid Kyst) es la porción de la costa de la Tierra de la Reina Maud en la Antártida, ubicada entre los meridianos 5° Este y 20° Este. Al oeste limita con la costa de la Princesa Marta y al este con la costa de la Princesa Ragnhild.
En 1973, el Ministerio de Industria de Noruega, que reclama su soberanía sobre ella, dispuso correr los límites de la costa de la Princesa Astrid para abarcar el sector desde la lengua de hielo Troll (69°30′S 00°30′O / -69.500, -0.500) hasta el cabo Sedov (69°30′S 14°45′E / -69.500, 14.750). La reclamación noruega está restringida por los términos del Tratado Antártico.
La costa se encuentra completamente rodeada por barreras de hielo. Fue descubierta por el capitán H. Halvorsen del Sevilla en marzo de 1931 y bautizada en homenaje a la princesa Astrid, hija del rey Olaf V de Noruega.
El mar que baña las costas de su reclamación en la Tierra de la Reina Maud es llamado por Noruega mar del Rey Haakon VII, pero para otros países este mar solo se extiende entre el cabo Norvegia (límite con el mar de Weddell) y el meridiano de Greenwich. Desde este meridiano hasta el meridiano 14° Este se extiende el mar mar de Lázarev (denominación originada en Rusia para el sector de la barrera de hielo Lázarev) y luego el mar de Riiser-Larsen (ambos mares tampoco tienen reconocimiento internacional extenso).
El sector al oeste del meridiano 18° Este formó parte de Nueva Suabia, territorio explorado y nombrado por Alemania en 1938-1939.

## Estaciones científicas
En este territorio se asientan las bases permanentes Maitri de la India y Novolázarevskaya de Rusia, y la base no permanente Tor de Noruega. La base india Dakshin Gangotri fue cerrada en 1990. Desde el punto de vista noruego, su Base Troll y la Estación Kohnen de Alemania se hallan dentro de la costa de la Princesa Astrid.